# San Bartolomé (Belmonte)
San Bartolomé (en asturiano San Bartuelu) es una aldea y una parroquia del concejo asturiano de Belmonte de Miranda, en España. Está ubicado en la margen derecha del río Narcea.
En su patrimonio arquitectónico conserva una iglesia del siglo XVII y numerosas edificaciones propias de la arquitectura asturiana, principalmente hórreos, paneras y casas tradicionales.
Tiene una superficie de 12,52 km², en la que habitan un total de 129 personas (INE 2020), repartidas entre las poblaciones de Cutiellos, Hospital (L'Hospital), Lorero (Llaureiru), Piquero (El Piqueiru), Pumarada y San Bartolomé.
San Bartolomé está a unos 12,5 kilómetros de Belmonte, la capital del concejo y a unos 30 kilómetros de Oviedo, la capital de la comunidad autónoma, con la que se comunica por la autovía A-63. Se encuentra a unos 80 metros sobre el nivel del mar. Se accede a ella mediante la carretera regional AS-15.